# Fernand Feys
Fernand Feys (Beveren-aan-de-IJzer, 30 november 1908 - Roeselare, 4 maart 1988) was een Belgische politicus. Hij was zo'n 39 jaar onafgebroken burgemeester in drie gemeenten.

## Biografie
De familie Feys-Callewaert had in Beveren-aan-de-IJzer een brouwerij en mouterij, gevestigd nabij het centrum van Roesbrugge. Brouwer Cyriel Feys was van 1904 tot 1920 en van 1933 tot 1941 ook burgemeester van Beveren.
Ook Fernand Feys ging aan de slag bij de Mouterij-Brouwerij Feys-Callewaert. Hij werd in 1944 burgemeester van Beveren-aan-de-IJzer. Hij bleef er meer dan een kwarteeuw burgemeester tot 1970. In 1971 verloor de gemeente haar zelfstandigheid en werd aangehecht bij Stavele. Feys zette zijn burgemeesterschap nu voort in Stavele, tot 1976. Na die bestuursperiode maakte hij opnieuw een fusie mee, want in 1977 werd Stavele een deelgemeente van Alveringem. Feys werd nu burgemeester in Alveringem gedurende een bestuursperiode, tot 1982.